# Klokhuis (Toverland)
Klokhuis is een rondrit is het Nederlandse attractiepark Toverland en werd gemaakt door SBF Rides. Klokhuis is geopend in 2001 gelijktijdig met het park. 
Het klokhuis bevindt zich in het Land Van Toos en is een peuterachtbaan, geschikt voor de kleinsten.
Lijst van attracties in Attractiepark Toverland · Afbeeldingen